# Andreas Kisser
Andreas Rudolf Kisser (* 24. srpna 1968, São Bernardo do Campo, Brazílie) je brazilský kytarista skupiny Sepultura a rockové superskupiny HAIL!

## Biografie
Jeho matka je původem z Mariboru ze Slovinska a otec z Německa. Kisser byl původně bedňák zpěváka/kytaristy Maxe Cavalery ze Sepultury. Byl požádán o připojení ke skupině v roce 1987 po odchodu původního kytaristy Jaira Guedese. Je především zodpovědný za více progresivní zvuk kapely počínajíc albem Schizophrenia (1987). Několik let před připojením k Sepultuře studoval klasickou kytaru. Podle Allmusic je Kisser jeden z nejvíce přehlížených metalových kytaristů.
Během raných let často používal kytary Charvel a Jackson.

## Diskografie
Pestilence
- 1987 - Slaves of Pain (Demo)

Sepultura
- 1987 - Schizophrenia
- 1989 - Beneath the Remains
- 1991 - Arise
- 1993 - Chaos A.D.
- 1996 - Roots
- 1998 - Against
- 2001 - Nation
- 2002 - Revolusongs
- 2003 - Roorback
- 2006 - Dante XXI
- 2009 - A-Lex
- 2011 - Kairos
- 2013 - The Mediator Between Head and Hands must be the Heart

Quarteto da Pinga
- 1995 - Demo

Sexoturica
- 1995 - SpermogoDemo (Demo)
- 2003 - IR8 / Sexoturica

Sólové album
- 2009 - Hubris I & II

### Guest Session
Asesino
- 2006 - Cristo Satánico

Astafix
- 2009 - End Ever

Biohazard
- 2001 - Uncivilization

Burning in Hell
- 2006 - Believe

Claustrofobia
- 2005 - Fulminant

Korzus
- 2004 - Ties of Blood

Krusader
- 2009 - Angus

Nailbomb
- 1994 - Point Blank

Necromancia
- 2001 - Check Mate

Ratos de Porão
- 1987 - Cada Dia Mais Sujo e Agressivo / Dirty and Aggressive

Roadrunner United
- 2005 - The All-Star Sessions